# Neotalara metamelaena
Neotalara metamelaena là một loài bướm đêm thuộc phân họ Arctiinae, họ Erebidae.